# Lagynochthonius oromii
Lagynochthonius oromii es una especie de arácnido  del orden Pseudoscorpionida de la familia Chthoniidae y es endémica de Gran Canaria, en las islas Canarias (España).